# 扎戈尔纳亚-谢利季巴村委员会
扎戈尔纳亚-谢利季巴村委员会（俄语：Загорно-Селитьбинский сельсовет）是俄罗斯联邦阿穆尔州斯沃博德内区所属的一个村委员会。其下辖有1个居民点，行政中心为扎戈尔纳亚-谢利季巴。据2016年统计，该村委员会的人口为455人。